# Збиття Ту-154 над Чорним морем
У ході авіакатастрофи 4 жовтня 2001 року літак Ту-154, бортовий номер RA-85693, авіакомпанії «Сибір», що виконував рейс SBI-1812 по маршруту Тель-Авів — Новосибірськ, упав над Чорним морем о 13:44 за київським часом. Згодом в морі були знайдені частина багажу та деталі внутрішнього оздоблення літака. Загинули всі 66 пасажирів (з них 51 громадян Ізраїлю та 15 громадян Росії) та 12 членів екіпажу.
Катастрофа сталась в момент проведення бойових пусків ракет під час спільних українсько-російських навчань з ППО, які проходили на підконтрольному Росії полігоні 31-го дослідного центру Чорноморського флоту Російської Федерації на мисі Опук неподалік міста Керч (Крим). Попри ряд проведених слідчих заходів та політичних заяв винні та причини авіакатастрофи юридично не встановлені.

## Послідовність подій
О 13:44 за київським часом літак Ту-154, бортовий номер 85693, авіакомпанії «Сибір», що виконував рейс 1812 по маршруту Тель-Авів — Новосибірськ, зник з екранів радарів сочинської диспетчерської служби. Літак у той час перебував на висоті 11 кілометрів, за 200 кілометрів на південь від міста Сочі. Пілот літака Ан-24 Вірменських авіаліній, який перебував у тому ж районі, повідомив про помічений над ним спалах.
Були встановлені приблизні координати місця падіння літака: 42°11′ пн. ш. 37°37′ сх. д. / 42.183° пн. ш. 37.617° сх. д., що приблизно за 280 кілометрів від Новоросійська.
В день катастрофи Президент Росії Володимир Путін заявив, що «зброя, яка використовувалась у цей час, за тактико-технічними даними не могла дістати повітряних коридорів, в яких знаходилося наше повітряне судно».
До місця падіння літака негайно вирушили рятувальні судна і вилетіли 2 літаки і 2 вертольоти сочинської служби порятунку. Літак Ан-12 виявив масляні плями в очікуваному місці падіння. Вертольоти за маслянистими плямами віднайшли тіла загиблих.
Розслідування обставин катастрофи проводила російська комісія МАК, яка через 25 діб після катастрофи — ще до завершення досліджень обставин — визначила, що причиною катастрофи стало ненавмисне влучання української зенітної ракети під час військових навчань. В ході розслідування Президент України Леонід Кучма визнав, що літак був збитий ракетою українських сил ППО. Не зважаючи на те, що юридично Україну не було визнано винною та до держави Україна не висувались жодні претензії на міждержавному рівні, український уряд перерахував родичам загиблих грошові компенсації.
2011 року під час розгляду судового позову авіакомпанії Сибір, український суд дійшов висновку, що українська ракета не могла влучити в російський літак.

## Розслідування катастрофи
Головою комісії з розслідування причин катастрофи Президент Росії Володимир Путін призначив Володимира Рушайла і доручив йому сформувати склад комісії. Комісія також була створена в Міждержавному авіаційному комітеті (МАК) і Міністерстві транспорту РФ.
5 жовтня: з'явилась інформація про знайдені у фюзеляжі Ту-154 отвори, що нагадують кульові, проте ця інформація була названа передчасною. Начальник Західно-Сибірського регіонального Управління повітряного транспорту Володимир Тасун заявив, що, «за неперевіреною інформацією, диспетчер на локаторі бачив світлу точку, що швидко наближалась до літака. Ось єдине, що отримано з неофіційних джерел по каналах телефонного зв'язку працівниками компанії „Сибір“ з Ростова». Того ж дня до російських рятувальників приєдналися їхні колеги з Ізраїлю, було розпочато аналіз переговорів екіпажу Ту-154 і аналіз відеоплівки, що фіксує показання радіолокаторів. Того дня прем'єр-міністр України Анатолій Кінах зробив заяву про те, що версія про влучання ракети в літак Ту-154 авіакомпанії «Сибір» «має право на існування».
6 жовтня: Секретар Ради безпеки Росії Володимир Рушайло заявив, що на місці аварії були знайдені предмети, не пов'язані з конструкцією літака, і що «сталося руйнування літака внаслідок ураження вибухового характеру».
7 жовтня: за заявою комісії, в 13:45:12 наземним магнітофоном був зафіксований крик пілота Ту-154.
9 жовтня: за заявою комісії, аналіз отворів у фюзеляжі вказує на те, що літак міг бути вражений ракетою комплексу ППО С-200, оскільки розмір і форма отворів цілком відповідають шрапнелі осколково-фугасної бойової частини ракети саме цього комплексу. Після опублікування припущень про можливість попадання в літак ракети на цих навчаннях, російські сановники і російська преса відразу перестали називати ці навчання спільними і почали відзначати, що це були виключно українські навчання.
11 жовтня: Володимир Рушайло оприлюднив висновок технічної комісії, що розслідувала причини катастрофи літака Ту-154: «численні ушкодження у вигляді схожих пробоїн говорять про ураження російського літака ззовні».
12 жовтня: Прес-секретар міністра оборони України Костянтин Хівренко, коментуючи попередні результати розслідування інциденту, визнав, що українська ракета могла бути причиною загибелі Ту-154.
13 жовтня: Володимир Рушайло заявив, що з аналізу уламків літака і пробоїн, зенітна ракета вибухнула в 15 метрах над літаком. Міністр оборони України на конференції в Києві попросив вибачення у рідних і близьких загиблих в результаті катастрофи російського літака Ту-154. «Ми знаємо, що причетні до трагедії, хоча її причини до кінця поки не встановлені».
28 червня 2002: Створено міжвідомчу комісію з урегулювання претензій у зв'язку з авіакатастрофою Ту-154 над Чорним морем на чолі з заступником міністра закордонних справ РФ В. В. Лощиніним. Заступник начальника правового департаменту МЗС РФ Р. А. Колодкін. Того ж дня був зареєстрований «Фонд допомоги сім'ям загиблих пасажирів рейсу 1812 Тель-Авів Новосибірськ». Керівником фонду був обраний Б. В. Калиновський, який координував роботу міжвідомчої комісії з родичами загиблих.
26 грудня 2003: Підписано договір між Росією і Україною «Про врегулювання претензій», за яким Україна виплачує родичам загиблих компенсації без визнання юридичної відповідальності.

## Версії

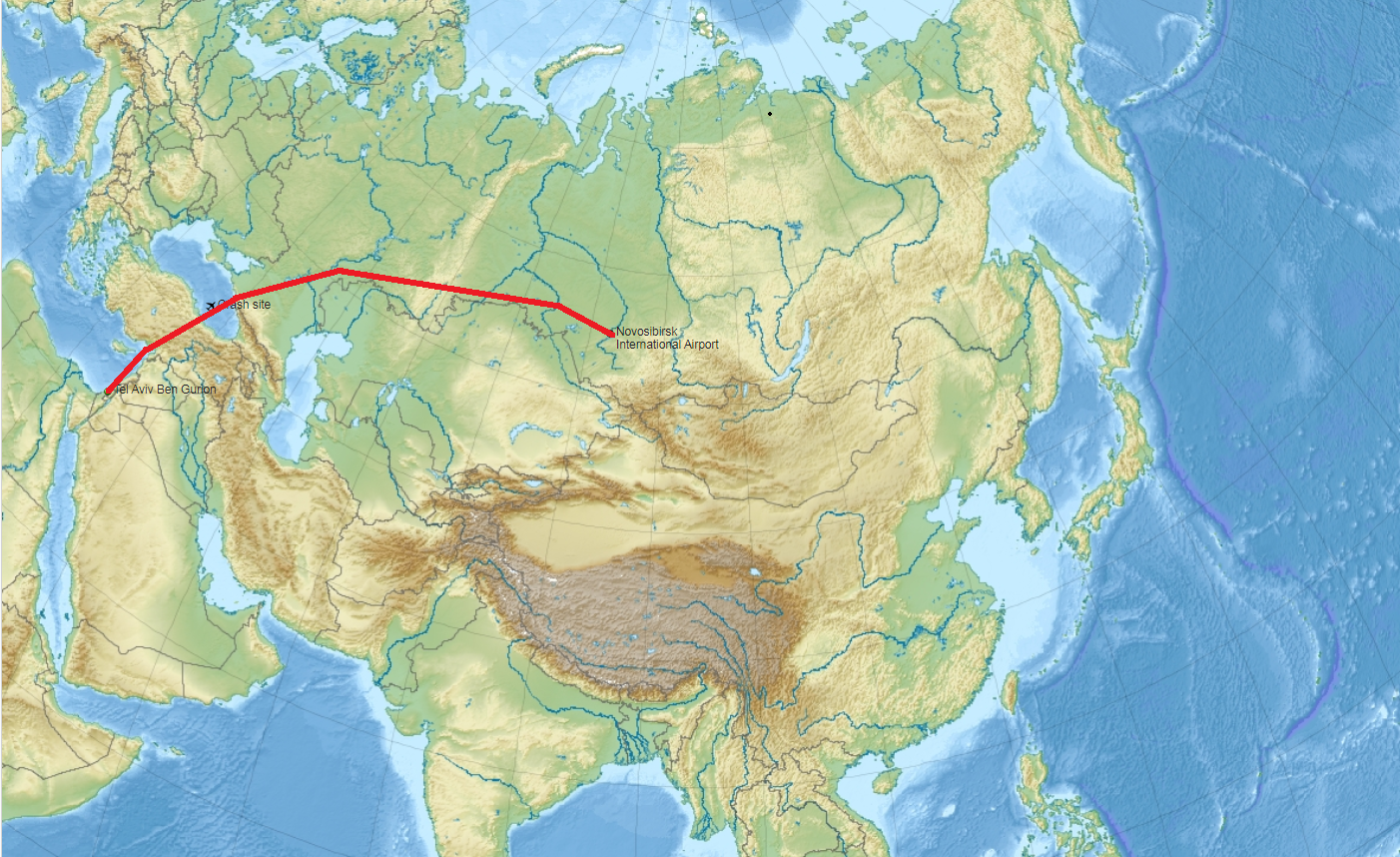
Приблизний шлях рейсу SBI1812

У зв'язку з подіями 11 вересня 2001 в Нью-Йорку першою була висунута версія про теракт. Майже відразу ж після повідомлення про катастрофу в Тель-Авіві було закрито аеропорт імені Бен-Гуріона, служба безпеки якого почала перевірку списків пасажирів рейсу 1812. З іншого боку, опрацьовувалася версія про вибух на борту літака з технічних причин. Авіакомпанія «Сибір» заявила, що літак «був одним з найкращих в авіапарку компанії, він пройшов суворий технічний контроль» і ним «керував досвідчений екіпаж». Через кілька годин з'явилася третя версія, озвучена закордонними ЗМІ, що літак був уражений ззовні, наприклад, збитий ракетою ППО, оскільки того ж дня сили ППО України проводили навчання.
За однією з версій, під час навчальних стрільб з участю ППО України, які проводилися 4 жовтня 2001 на мисі Опук в Криму (31 випробувальний полігон ЧФ РФ, який знаходиться в управлінні МО РФ), літак Ty-154 випадково опинився в центрі передбачуваного сектора обстрілу навчальної цілі і мав близьку до неї радіальну швидкість, внаслідок чого був виявлений радаром системи С-200В і взятий за основну ціль. В умовах нестачі часу й нервовості, спричиненої присутністю вищого командування та іноземних гостей (зокрема, головнокомандувача ВПС РФ Анатолія Корнукова), оператор С-200В не визначив відстань до цілі і «підсвітив» Ту-154 (перебував на відстані 250—300 км) замість малопомітної навчальної цілі (запущеної з відстані 60 км). Таким чином, ураження Ту-154 зенітною ракетою стало, швидше за все, наслідком не промаху ракети повз навчальну ціль (як іноді стверджується), а явного наведення ракети оператором С-200В на помилково ідентифіковану ціль
. Персонал комплексу не припускав можливості такого результату стрільби і не вжив заходів щодо його запобігання. Розміри полігону не забезпечували безпеки стрільб ЗРК з такою дальністю ураження.
Збитий літак перебував у зоні відповідальності за обслуговування повітряного руху Російської Федерації. Українські органи обслуговування повітряного руху закрили для польотів повітряний простір в межах своєї юрисдикції — до границі зони відповідальності Російської Федерації. МО РФ, маючи всі необхідні дані, можливості та повноваження, не закрило повітряний простір в межах сектору стрільб на відстані гарантованого ураження комплексом С-200.
Під час розгляду позову Сибірських авіаліній у 2010-му році у справі № 30/261-2004, судові експерти Бурцев, Камчатний та Шоколовський у відповідь на питання 12 Сибірських Авіаліній як імовірну причину збиття літака назвали збиття літака російською системою ППО:
Відповідь: Експерти мали доступ до даних фотоконтролю протягом усіх років з моменту катастрофи й досі. Бойові РЛС огляду повітряного простору постійно проводять впізнавання державної належності всіх літаків, відмітки яких спостерігаються на екранах. Відмітка від літака Ту-154М компанії «Сибір» на індикаторі РЛС П-14 (м. Керч) ні разу не мала додаткової відмітки, яка підтверджує відповідь літака на запити РЛС. Це однозначно підтверджує те, що відповідач державної належності з борту літака не відповідав (чи був вимкнутий, чи був не працездатний). В ході роботи комісії з розслідування катастрофи в м. Сочі російські військові не спростовували інформацію про те, що система ППО Росії на узбережжі Чорного моря працювала по літаку Ту-154М, як по літаку-порушнику державного кордону Росії за тією ж причиною.
Також існує версія, що Кучма навмисно взяв провину за збиття літака, аби прикрити Путіна.

## Розгляд у судах
17 січня 2007 року Печерський районний суд м. Києва відхилив позов компанії «Сибір» та чотирьох родин загиблих до МО та Держказначейства України. Київський апеляційний суд залишив рішення Печерського суду без змін.
Українською стороною були наведені такі основні аргументи на користь того, що літак не був збитий ракетою українських ППО:
- Ані в салоні лайнера, ані поблизу не було знайдено жодних уламків, схожих на уламки ракети. При тому, що ракета не набагато менша за літак і створена з легких, плавучих матеріалів.
- Відсутність бортових самописців, які б могли прояснити обставини катастрофи і в цілому самого літака, який затонув на недосяжній для технічних засобів глибині в невизначеному районі.
- Якби російський літак був збитий українською ракетою, то на елементах ураження були б сліди гексогену, оскільки використана в ній вибухова речовина на 80 % складається з гексогену і на 20 % з тротилу. Російська сторона представила лише елементи зі слідами тротилу.
- Члени МАК припустились грубої арифметичної помилки, а проведені розрахунки вказують, що ракета не могла досягнути місця катастрофи.
- Не було наведено достовірних даних радіолокаторів з відмітками ракети поблизу літака.

2010 року авіакомпанія «Сибір» ініціювала перегляд справи, та Господарський суд міста Києва знову відмовив у задоволенні матеріальних претензій компанії. Рішення суду базувалося на експертизі Київського науково-дослідного інституту судових експертиз.
У грудні 2012 р. Вищий господарський суд підтвердив рішення Київського апеляційного суду, що відмовився задовольнити позов російської авіакомпанії, про стягнення з Міністерства оборони України збитків у розмірі $15,32 млн у зв'язку з аварією пасажирського літака Ту-154. ВАТ «Авіакомпанія „Сибір“» повідомила про намір оскаржити у Верховному суді рішення Вищого господарського суду України про невідшкодування збитків.
18 листопада 2015 року родичі загиблих звернулись до керівництва РФ та Генерального прокурора РФ з проханням відновити розслідування катастрофи Ту-154 над Чорним морем. Родичі, зокрема, провели аналогію зі збиттям Боїнга над Донецькою областю 17 липня 2014 року.

### Експертиза Київського НДІ судових експертиз
Основною метою призначення даної експертизи судом було дослідження експертним шляхом можливості враження 04.10.2001 р. о 12:45 год. повітряного судна Ту-154М, що належало позивачеві, зенітною керованою ракетою 5В28, яка була запущена в ході навчань Військ ППО ЗС України зі стартової позиції ракетного комплексу С-200В, розташованого в районі Феодосії о 09 год. 41 хв. 20 сек.
Рішення Господарського суду м. Києва повністю відхилити позов базувалось, зокрема, на результатах експертизі Київського НДІ судових експертиз. Судом було запропоновано сторонам надати свої пропозиції щодо питань, які підлягають вирішення під час проведення експертизи, та з урахуванням цього на вирішення експертам судом були поставлені наступні запитання (зі стислим оглядом результатів експертизи):
1. Якщо припустити, що літак ТУ-154М був збитий ракетою 5В28 зенітно-ракетного комплексу С-200В, то чи може знаходитися точка підриву бойової частини 5Б14Ш ракети 5В28 зенітно-ракетного комплексу С-200В на висоті 15 м над корпусом літака та за 1,5 м ліворуч від центральної частини заднього пасажирського салону, як це зазначено у висновках російського Міждержавного авіаційного комітету?
Точка підриву бойової частини ракети ЗРК С-200В не могла займати зазначене у висновках МАК місце.
2. Як були розташовані у повітряному просторі 4 жовтня 2001 року літаки Ту-154М ВАТ «Авіакомпанія „Сибір“», АН-24 «Вірменських авіаліній» та «Аеробус», що виконував рейс за маршрутом «Тбілісі-Лондон», на момент початку стрільби ЗРК С-200В, за даними фотоконтролю радіолокаційних станцій, які вели спостереження повітряного простору в районі навчань та поза межами закритої зони?
На момент пуску ракети ЗРК С-200В по мішені, літак Ту-154М знаходився на відстані понад 270 км під азимутом 155° відносно КП полігону. Мішень знаходилась на відстані 38 км під азимутом 145° відносно КП полігону.
3. Чи можливо визначити напрямок та траєкторію польоту ракети 5В28 за матеріалами фотоконтролю радіолокаційних станцій, які вели 4 жовтня 2001 року спостереження повітряного простору в районі навчань та поза межами закритої зони, та в матеріалах об'єктивного контролю РЛК «Геленджик», якщо так, то який напрямок польоту ракети?
В матеріалах контролю РЛК відсутні дані, які б допомогли повністю визначити траєкторію польоту ракети 5В28 з моменту її пуску і до моменту ліквідації. Також відсутні дані, які б підтвердили знаходження ракети поблизу літака в момент його катастрофи.
4. Чи відповідають дані об'єктивного контролю, зафіксовані на фототаблицях радіолокаційних станцій, які вели 4 жовтня 2001 року спостереження повітряного простору в районі навчань та поза межами закритої зони та в матеріалах об'єктивного контролю РЛК «Геленджик», висновкам російського Міждержавного авіаційного комітету щодо ураження літака Ту-154М, що належить позивачу, ракетою 5В28 ЗРК С-200В підрозділів ППО Збройних Сил України?
Ні, не відповідають.
5. За даними об'єктивного контролю РЛК «Геленджик» 4 жовтня 2001 року в повітряному просторі спостерігався невідомий об'єкт, який рухався в сторону літака Ту-154М, що належить позивачу, на відстані 49,9 км за 30 секунд до ураження літака. Якщо допустити, що невідомий об'єкт був ракетою 5В28 ЗРК С-200В українських підрозділів військ ППО, то чи могла вказана ракета за 30 секунд за своїми ТТХ подолати відстань до літака за 49,9 км та уразити його?
Ракета 5В28 за своїми ТТХ не могла подолати за 30 секунд відстань до літака за 49,9 км та уразити його.
6. Які висновки можна зробити за результатами аналізу можливої траєкторії польоту ракети 5В28 та її відповідності висновкам Міждержавного авіаційного комітету; можливих величин промаху при наведенні ракети на літак Ту-154М та умов спрацювання радіопідривача ракети 5В28?
Наведена в матеріалах МАК траєкторія польоту ракети 5В28 повністю не відповідає принципам функціонування ЗРК С-200В. А використаний експертами МАК спосіб моделювання необґрунтований.
7. Чи був 04.10.2001 року перед проведенням бойових стрільб технічно справним зенітно-ракетний комплекс ЗРК С-200В та ракета 5В28 та чи можливо було за їх технічним станом проводити бойові стрільби названим комплексом та ракетою?
Так, технічний стан ЗРК С-200В та ракети 5В28 дозволяв виконувати бойові стрільби по мішені «Рейс».
8. Яка була дальність виявлення і супроводження радіотехнічними засобами С-200В та іншими радіотехнічними засобами, задіяними під час навчань 4 жовтня 2001 року повітряної мішені — безпілотного літака ВР-3 «Рейс», літаків Ту-154М, що належать позивачу, АН-24 "Вірменські авіалінії"та «Аеробус», що слідував за маршрутом «Тбілісі-Лондон», на момент пуску ракети 5В28?
Радіотехнічні засоби ЗРК С-200В виявили і супроводжували лише мішень ВР-3 «Рейс» та не виявляли і не супроводжували інші літаки. Літак Ту-154М знаходився на відстані 270 км і спостерігався тільки РЛС П-14 радіотехнічного батальйону у м. Керч.
Враховуючи те, що мішень ВР-3 «Рейс» була знищена ЗРК С-300ПС на відстані 11 км від ЗРК С-200В (12 год. 42 хв.) то супроводжувати її у подальшому радіотехнічними засобами С-200В не було фізичної можливості, тому випромінювання сигналу РПЦ було припинено о 12 год. 42 хв. 20 с.
9. Чи були можливості у радіотехнічних засобів ЗРК С-200В, інших радіотехнічних засобів, задіяних під час навчань 04.10.2001 р., впізнавання державної належності повітряної мішені ВР-3 «Рейс», літаків Ту-154М, АН-24?
Літак Ту-154М був оснащений застарілою апаратурою впізнавання державної належності «Кремній-2М». За даними контролю, від літака Ту-154М сигнал «Я СВІЙ» був відсутній по всій трасі його польоту до точки катастрофи.
Якби літак Ту-154М відповідав на запит, то команда «Пуск» була б заблокована і ракета не була б запущена.
10. Чи підтверджуються висновки російських фахівців про те, що радіолокаційне супроводження літака Ту-154М здійснювалось радіолокатором зенітного ракетного комплексу С-200В до моменту підриву бойової частини ракети, загальний час польоту ракети склав 220 секунд, за який вона подолала відстань близько 240 кілометрів до точки ураження літака?
При радіолокаційному супроводженні РПЦ літака Ту-154М і наведенні на нього ракети 5В28 траєкторія польоту ракети суттєво відрізнялась би від траєкторії, наведеної в матеріалах МАК. Матеріали справи не підтверджують радіолокаційне супроводження літака Ту-154М засобами ЗРК С-200В.
11. Якою є максимально допустима дальність пуску ракети 5В28 зенітно-ракетного комплексу С-200В могла бути по безпілотній мішені ВР-3 «Рейс», літакам Ту-154М, АН-24?
Для того, щоб здійснити обстріл літака Ту-154М ЗРК С-200В на дальності 240 км дальність пуску мала бути 290 км. В той же час, в момент пуску ракети літак Ту-154М знаходився на відстані 270 км і в іншому кутовому напрямку ніж мішень.
12. Чи можливо було 04.11.2001 року радіотехнічними засобами зенітно-ракетного комплексу С-200В, за їх тактико-технічними характеристиками одночасно виявити та супроводжувати повітряну безпілотну мішень ВР-3 «Рейс», літаки Ту-154М, АН-24?
Ні, радіотехнічні засоби ЗРК С-200В не дозволяють одночасно виявити та супроводжувати всі три названі мішені.
13. Чи відповідає час пуску ракети 5В28, час катастрофи літака Ту-154М і визначена комісією Міждержавного авіаційного комітету можлива траєкторія польоту ракети 5В28 даним об'єктивного контролю, які зазначені в матеріалах розслідування, наданих комісією МАК?
Час пуску ракети 5В28: 12 год. 41 хв. 20 с. за київським часом (9 год. 41 хв. 20 с. UTC). В матеріалах МАК були виявлені розбіжності у визначені моменту часу катастрофи літака Ту-154М. Імовірним часом катастрофи літака Ту-154М може бути час 9 год. 49 хв. — 9 год. 50 хв. UTC. Результати експертизи показали, що наведена в матеріалах МАК траєкторія польоту ракети 5В28 взагалі суперечить реальним принципам функціонування ЗРК С-200В при наведенні ракети на ціль.
14. Чи є дані, які вказують на те, що катастрофа літака сталася внаслідок дії вражаючих факторів бойової частини 5Б14Ш ракети 5В28?
Див. пп. 16, 17.
15. Чи може здійснюватись радіолокаційне супроводження літака Ту-154М радіолокатором зенітного ракетного комплексу С 200В та наведення ракети на ціль до моменту підриву бойової частини у випадку вимкнення потужності РПЦ, та чи містяться в матеріалах Міждержавного авіаційного комітету докази, які б підтверджували факт того, що РПЦ був ввімкнений?
При вимкненні потужності РПЦ, було неможливо супроводжувати літак Ту-154М, а також неможливе наведення ракети на ціль та спрацювання її радіопідривача. Докази про роботу РПЦ на випромінювання до моменту катастрофи літака Ту-154М в матеріалах МАК відсутні.
16. Що могло призвести до катастрофи літака Ту-154М?
17. Де знаходилось джерело впливу на літак Ту-154М рейсу Тель-Авів — Новосибірськ з бортовим номером RA-85693 (всередині чи ззовні такого літака), яке потягло за собою 04.10.2001 року авіакатастрофу такого літака?
Катастрофа літака ТУ-154М сталась внаслідок дії на його деталі в напрямку зверху до середини численних твердих предметів, які мали круглий поперечний перетин діаметром близько 10 мм та мали значну кінетичну енергію. Приналежність до конкретного вибухового пристрою вражаючих елементів встановити неможливо через відсутність відповідних ідентифікуючих ознак. Через відсутність верхньої зовнішньої частини планера літака неможливо встановити і конкретне місце знаходження джерела впливу на елементи ураження.

## Увічнення пам'яті
Десять років по тому
- 4 жовтня 2011 — В Сочі була проведена панахида за пасажирами Ту-154.
- 4 жовтня 2011 — Більше сотні людей прийшли на Заєльцовське кладовище в Новосибірську вшанувати жертв трагедії.
- 4 жовтня 2011 — Трагедію згадували і в Ізраїлі.